# Vermicelles en chocolat
Les vermicelles en chocolat, vermicelles sucrés, hagelslag (« coup de grêle »), ou encore muizenstrontjes (« crottes de souris ») en Belgique néerlandophone, est un élément culinaire néerlandais, composé de copeaux de chocolat ayant la forme de cylindres ou de petits grains de riz. Il est consommé aux Pays-Bas, en Belgique, au Suriname et en Indonésie, mais est communément trouvé en dehors de ces pays.
Il est utilisé comme garniture dans des sandwiches ou des tartines, directement ou sur une couche de beurre ou de margarine. Les desserts et pâtisseries en sont parfois garnis.

## Histoire
Le hagelslag aurait été inventé vers 1908 par Herman Dieperink de l'usine de confiseries Voornveld & Co en s'inspirant de la grêle qui tombait à l'extérieur. Des archives de recettes sont trouvées remontant aux années 1920 à 1940. Selon les chiffres de l'Institut national de la santé publique et de l'environnement, un Néerlandais sur cinq ajoute du chocolat sur ses tartines, et un enfant sur trois. On peut encore trouver la recette originale dans les Archives de la ville d'Amsterdam.
La société Venco vend ensuite le hagelslag à des glaciers et des épiciers.
La réglementation impose que le hagelsalg contienne au moins 32 % de cacao, sinon le terme cacaofantasie est utilisé.